# 株式投資信託
株式投資信託（かぶしきとうししんたく）とは、株式に投資を行う事が出来る投資信託のことを言う。対義語は公社債投資信託。投資信託約款上の投資可能な資産に、株式を組み入れることが可能である投資信託を指すため、たとえ株式を組み込まずに債券のみで運用を行っているものでも、ほとんどの投資信託はこちらに分類される（いわゆる外債ファンドは約款上は株式等も含むことが多いため、株式投資信託に分類される）。
株式投資信託の収益分配金を居住者である個人が受け取った場合、その所得は所得税法上の配当所得となる。

## 株式投信の分類
- 国内株式型
- 国際株式型
- バランス型
- 転換社債型
- インデックス型
- 業種別インデックス型
- 派生商品型
- 限定追加型
- ファンド・オブ・ファンズ（別の投資信託によって運用する投資信託）